# Montecito
Montecito ist ein census-designated place (CDP) im Santa Barbara County im US-Bundesstaat Kalifornien mit 8638 Einwohnern (Stand: 2020).
Die Stadt hat 8965 Einwohner auf einer Fläche von 24,2 km². Montecito ist eine der wohlhabendsten Städte in den Vereinigten Staaten. Sie liegt im Osten von Santa Barbara, in einer Küstenebene südlich der Santa Ynez Mountains. Im Süden, entlang der Küste, führen von Ost nach West sowohl eine Eisenbahnlinie als auch die Küstenstraße El Camino Real, U.S. Highway 101. An der Küste gibt es Sandstrände und touristische Einrichtungen. Im Norden erhebt sich der Montecito Peak mit 981 Meter.

## Geschichte
In dem Gebiet lebten früher die Chumash-Indianer. Die Spanier errichteten im 18. Jahrhundert weiter westlich, in Presidio und St. Barbara, Stützpunkte. Im 19. Jahrhundert lebten hier Wegelagerer, die Transporte auf der Küstenstraße überfielen. Ab den späten 1860er Jahren ließen sich italienische Siedler nieder.
Zum Ende des 19. Jahrhunderts entdeckten wohlhabende Erholungssuchende aus dem Osten Amerikas die Küste. Das Montecito Hot Springs Hotel wurde an einer großen Quelle erbaut; es brannte im Jahr 1920 nieder.
Der Architekt George Washington Smith wurde bekannt für seine um Montecito errichteten Residenzen, die den spanischen Kolonialstil aufgriffen.

## Sehenswürdigkeiten

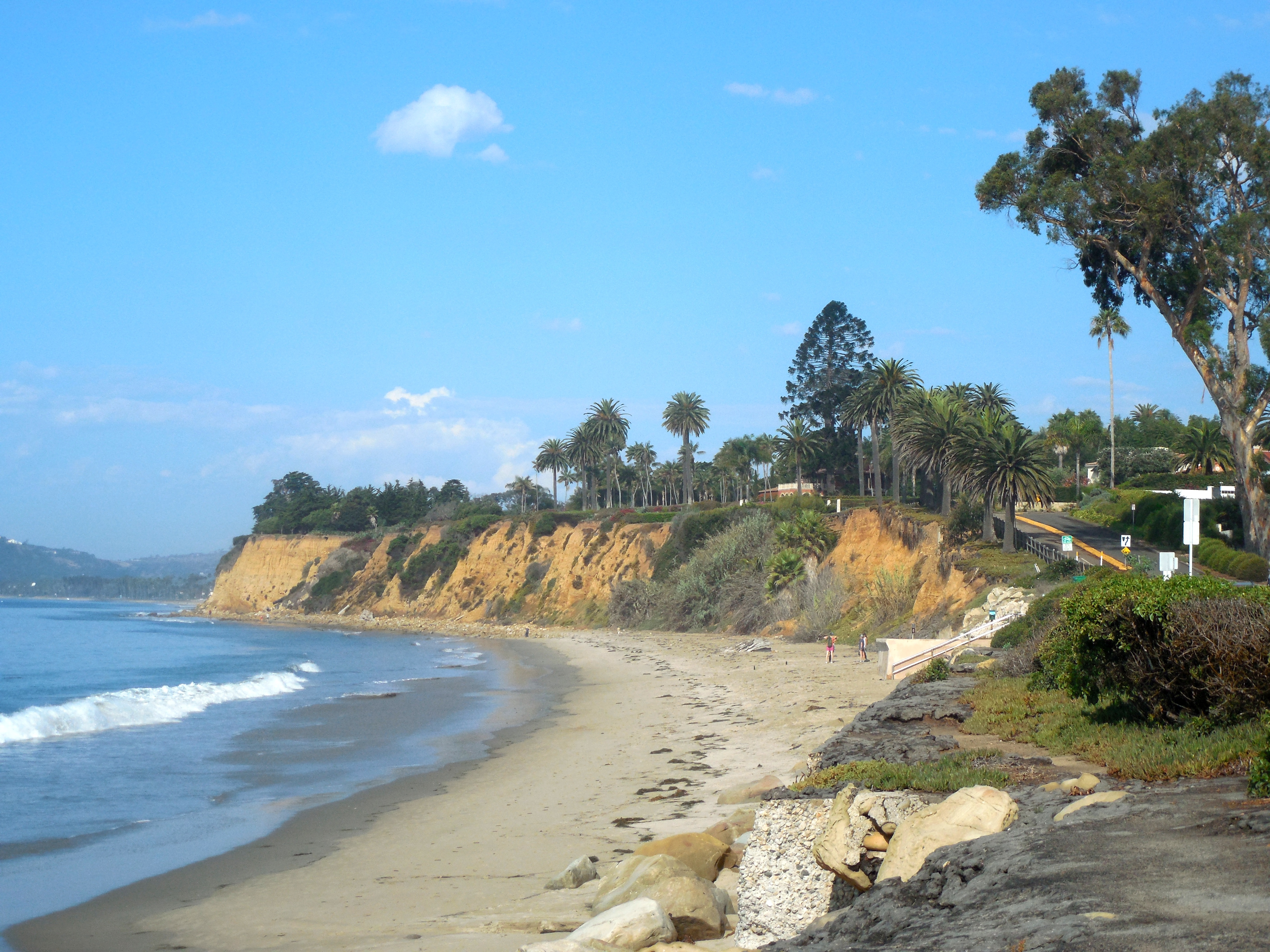
Strand bei Montecito, Blick nach Westen (2017)

- Lotusland, ein 15 Hektar großer Botanischer Garten, der von Ganna Walska in der heutigen Form angelegt wurde.
- Montecito Inn, ein von Charlie Chaplin und anderen erbautes Hotel aus dem Jahr 1928.
- Santa Barbara Vedanta Tempel; der indische Tempel wurde 1956 erbaut.

## Persönlichkeiten
- Ganna Walska (1887–1984), polnisch-US-amerikanische Gesellschaftsdame, Sängerin und Gartenenthusiastin
- Herbert Bayer (1900–1985), österreichischer Bauhaus-Künstler, Grafikdesigner, Typograf, experimenteller Fotograf und Maler, starb in Montecito
- Robert Bacher (1905–2004), Kernphysiker, der am Manhattan-Projekt beteiligt war, starb in Montecito.
- Ivan Reitman (1946–2022), kanadischer Filmregisseur und -produzent, lebte in Montecito.
- T. C. Boyle (* 1948), Schriftsteller, lebt seit 1994 in Montecito in einem von Frank Lloyd Wright erbauten Holzhaus.
- Oprah Winfrey (* 1954), Talkshow-Moderatorin, Schauspielerin und Unternehmerin
- Ellen DeGeneres (* 1958), Talkshow-Moderatorin, Komikerin, Schauspielerin und Autorin
- Sergey Grishin (1966–2023), zeitweiser Besitzer der Villa El Fureidis, wo Szenen für Scarface (1983) gedreht wurden.
- Avril Lavigne (* 1984), kanadische Rock- und Pop-Sängerin, heiratete im Juli 2006 in der Stadt auf einem privaten Anwesen
- Harry, Duke of Sussex (* 1984) und Meghan, Duchess of Sussex (* 1981), Mitglieder der britischen Königsfamilie, wohnen seit 2020 in Montecito

## Unglück vom 9. Januar 2018
Am 9. Januar 2018 trafen den Ort während eines Unwetters mehrere starke Schlammlawinen (Murgang), die letztlich 23 Todesopfer forderten.
Die bergige Gegend nördlich des Ortes war im Vorfeld von mehreren Waldbränden heimgesucht worden (s. a. Waldbrände in Südkalifornien 2017), so dass der Boden keine größeren Niederschläge aufnehmen konnte. Vorhandene Geröllsperren erwiesen sich als nicht ausreichend. Zudem barst eine größere Gasleitung als eine Brücke von den Muren weggerissen wurde. Das am Gasleck trotz Starkregens ausbrechende Großfeuer irritierte Einwohner zusätzlich (von denen einige trotz Evakuierungsaufrufen im Ort geblieben waren) und erschwerte Evakuierung und Flucht vor den bis zu 9 Meter hohen Schlammlawinen.

## Sonstiges
Montecito ist der Name des fiktiven Casinos in der Fernsehserie Las Vegas, dem das Mandalay Bay als Kulisse diente.